# Partido Comunista de Corea
El Partido Comunista de Corea (en hangul, 조선공산당; en hanja, 朝鮮共產黨; McCune-Reischauer, Chosŏn Kongsandang) fue un partido comunista en Corea. Fue fundado durante una reunión secreta en Seúl en 1925. El gobernador general de Corea había prohibido los partidos comunistas bajo las Leyes de Preservación de la Paz, por lo que el partido tuvo que operar de manera clandestina. Los líderes del partido eran Kim Yong-bom y Pak Hon-yong.

## Historia
Después de varios intentos fallidos de establecer un partido comunista, el Partido Comunista de Corea se formó el 17 de abril de 1925. Fue establecido por miembros de la Sociedad del Martes, y a su Congreso Fundador asistieron 15 personas. El congreso estableció un Comité Ejecutivo Central con siete miembros y un Comité Central de Inspección de tres miembros. Al día siguiente, el 18 de abril, convocó la primera reunión del Comité Ejecutivo Central (CEC) en la casa de Kim Chan. La reunión delegó responsabilidades de trabajo entre los miembros de la CCA; A Kim Chae-bong se le asignó trabajo de secretaría, asuntos organizativos a Cho Tong-ho, trabajo de propaganda a Kim Chan, asuntos de personal a Kim Yak-su, asuntos laborales y agrícolas a Chong Un-hae, política y economía a Yi Chin-hi y seguridad a Chu Chong-gon. En la reunión se tomó la decisión de establecer una Liga juvenil comunista, y se eligió a Pak Hon-yong como jefe de trabajo de secretaría, trabajo organizativo para Kwon O-sol, propaganda para Shin Chol-su, educación y capacitación para Kim Tan-ya, seguridad para Hong Chung.siky el informe de enlace para Cho Pong-am. Cho Tong-ho fue puesto a cargo de hacer un proyecto de constitución y estatutos para el partido, y fue enviado a la Unión Soviética en mayo de 1925 para obtener el reconocimiento oficial de la Internacional Comunista (Comintern), que recibió en mayo de 1926.
Sin embargo, varios comunistas terminaron siendo encarcelados en una celebración de bodas en noviembre de 1925. Varios comunistas asistieron a la boda, incluidos Tokko Chon y Kim Kyong-soo,y se vieron involucrados en una pelea con la policía japonesa en la que dejaron en claro sus puntos de vista políticos. En una investigación adicional, la policía japonesa logró encontrar varios documentos del partido y materiales comunistas en la casa del sospechoso. Finalmente, la policía japonesa arrestó a unas 100 personas y condenó a 83 por establecer ilegalmente una organización comunista. Esto disolvió efectivamente el Partido Comunista. Los estudiosos coreanos Robert A. Scalapino y Chong-Sik Lee señalan que "El período inmediatamente posterior a 1925 fue uno de frustración y fracaso interminables para los comunistas coreanos. En tres años, hubo no menos de cuatro intentos de establecer un Partido Comunista coreano. Cada uno terminó rápidamente en fracaso".
El partido se convirtió en la sección coreana de la Internacional Comunista en el 6º congreso de la internacional en agosto-septiembre de 1928. Pero después de solo unos meses como la sección de la Internacional Comunista coreana, las disputas perpetuas entre facciones rivales que habían plagado al partido desde su fundación llevaron a la Internacional Comunista a disolver el Partido Comunista de Corea en diciembre del mismo año. Sin embargo, el partido continuó existiendo a través de varias células del partido. Algunos comunistas, como Kim Il-sung se exiliaron en China, donde se unieron al Partido Comunista de China. A principios de la década de 1930, los comunistas coreanos y chinos comenzaron la actividad guerrillera contra las fuerzas japonesas.

## Período de posguerra (1945-1946)
Después de la liberación de la ocupación japonesa en 1945, la situación de los comunistas coreanos cambió considerablemente. El país estaba dividido en zonas de ocupación de los Estados Unidos y la Unión Soviética, y las condiciones de trabajo para el partido eran muy diferentes en las dos zonas.
En el sur, el líder del partido Pak Hon-yong, que había sido un luchador de la resistencia, y se volvió activo en Seúl tras su liberación en 1945. Reorganizó un Comité Central, del que se convirtió en secretario. Al estar basado en Seúl, tenía un contacto limitado con las fuerzas de ocupación soviéticas en el norte.
El Ejército Rojo soviético liberó Corea del Norte en agosto de 1945. La mayoría de los miembros del Partido Comunista de Corea estaban en el sur de Corea y había muy pocos cuadros comunistas en el norte. Los soviéticos comenzaron a depender en gran medida de los comunistas exiliados que regresaron a Corea al final de la Segunda Guerra Mundial, así como de los coreanos étnicos que formaban parte de la gran comunidad coreana en la URSS y, por lo tanto, de los ciudadanos soviéticos.
Kim Il-sung se convirtió en una figura prominente del partido en las áreas del norte. Después de sus años como líder guerrillero, Kim Il-sung se había mudado a la Unión Soviética (donde los historiadores creen que su hijo Kim Jong-il nació en 1941) y se había convertido en capitán del Ejército Rojo. Su batallón llegó a Pionyang justo cuando los soviéticos buscaban a una persona adecuada que pudiera asumir un papel de liderazgo en Corea del Norte.
El 13 de octubre de 1945 se estableció la Oficina de Corea del Norte del Partido Comunista de Corea. Aunque técnicamente estaba bajo el control de la dirección del partido con sede en Seúl, la Oficina de Corea del Norte tenía poco contacto con Seúl y trabajaba en estrecha colaboración con la Autoridad Civil Soviética. El primer presidente de la Oficina fue Kim Yong-bom, quien había sido enviado a Corea por la Internacional Comunista en la década de 1930 para llevar a cabo actividades clandestinas. Kim Il-sung fue miembro de la Oficina en su fundación y reemplazó a Kim Yong-bom como presidente en diciembre de 1945. Los historiadores oficiales norcoreanos más tarde disputaron esto, afirmando que Kim Il-sung se había convertido en su presidente desde el inicio de la Oficina. Además, fuentes oficiales norcoreanas afirman que la reunión se celebró el 10 de octubre. El 10 de octubre es considerado como el "Día de la Fundación del Partido" en Corea del Norte, en el que Kim Il-sung formó el primer partido marxista-leninista genuino en el país. Los historiadores oficiales de Corea del Norte buscan minimizar el papel de los primeros líderes comunistas como Pak Hon-yong. Fuentes oficiales de Corea del Norte afirman que el nombre de la Oficina fue cambiado a "Comité Organizador del Partido Comunista de Corea del Norte" (a menudo simplemente referido como el "Partido Comunista de Corea del Norte").
El 22 de julio de 1946, la Oficina de Corea del Norte se unió al Nuevo Partido Popular de Corea, el Partido Democrático y el Partido Chondoísta Chong-u (partidarios de un influyente movimiento religioso) para formar el Frente Democrático para la Reunificación de la Patria de Corea del Norte.
El 29 de julio de 1946, el Nuevo Partido Popular y la Oficina de Corea del Norte celebraron un pleno conjunto de los Comités Centrales de ambos partidos y acordaron fusionarse en una sola entidad. Una conferencia fundacional del Partido de los Trabajadores de Corea del Norte se celebró del 28 al 30 de agosto.
En septiembre de 1946 el Partido Comunista de Corea encabezó una huelga general a nivel nacional. En su apogeo, más de 250.000 trabajadores se habían unido a la huelga, que se convirtió en el primero de octubre Del Levantamiento de Daegu (Levantamiento de Otoño).
El resto del partido, que todavía funcionaba en las zonas del sur, trabajaba bajo el nombre de Partido Comunista de Corea del Sur. El partido se fusionó con el resto sur del Nuevo Partido Popular y una facción del Partido Popular de Corea (los llamados cuarenta y ocho),fundando el Partido de los Trabajadores de Corea del Sur el 23 de noviembre de 1946.

## Bibliográfica
- Scalapino, Robert; Lee, Chong-sik (1972). Communism in Korea: The Movement. University of California Press. ISBN 978-0520020801.

- Datos: Q495459